# لنور کایت
لنور کایت (به انگلیسی: Lenore Kight) (زادهٔ ۲۶ سپتامبر ۱۹۱۱) شناگر اهل ایالات متحده آمریکا است.